# Hergé-Museum
Das Hergé-Museum (französisch: Musée Hergé) wurde am 2. Juni 2009 in Louvain-la-Neuve eröffnet. Es zeigt das Werk des belgischen Comicautors und -zeichners Hergé und ist damit das erste Museum in Europa, das einem Comiczeichner gewidmet ist. Das Museum ist in der rue du Labrador 26, weil in dieser Straße im Comic Tim und Struppi wohnen.

## Geschichte

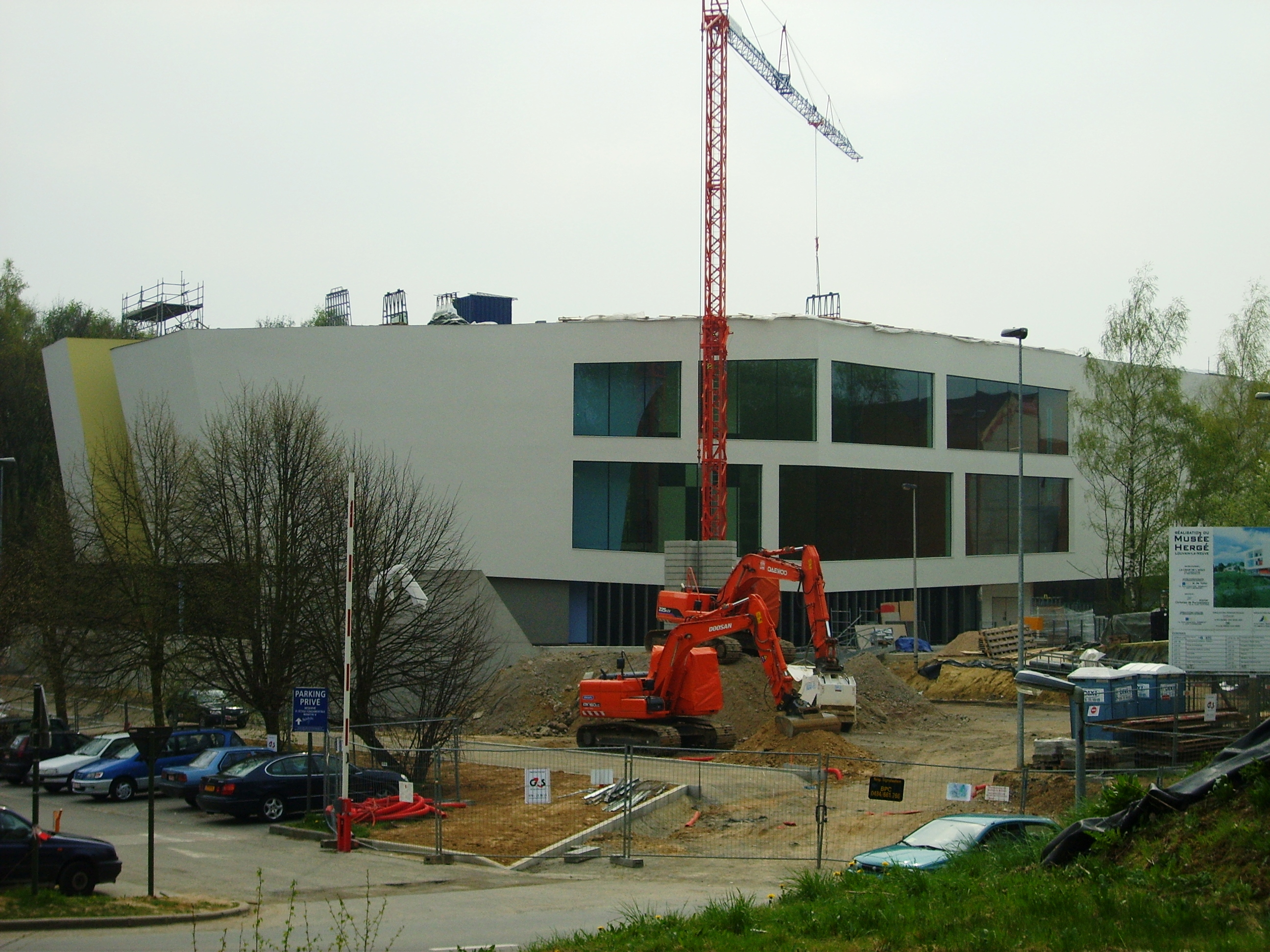
Das Museum während des Baus (2009)

Bereits zu Lebzeiten Hergés kam die Idee auf, zur Präsentation seines umfassenden Werks ein Museum zu errichten. Die drei Jahre nach dem Tode des Künstlers gegründete Stiftung Hergé (frz. Moulinsart) (früher: Studios Hergé) verfolgte dieses Ziel weiter. Zunächst war Brüssel als Heimat des zukünftigen Hergé-Museums im Gespräch, doch nach jahrelangen Standort-Diskussionen wurde mangels geeigneten Baugrunds in der Hauptstadt am 10. Januar 2001 verkündet, das Museum werde in der Universitätsstadt Louvain-la-Neuve errichtet. Die Witwe Hergés, Fanny Rodwell, stellte zu diesem Zweck 17 Millionen Euro zur Verfügung. Nach insgesamt sieben Jahren Planung und fast drei Jahren Bauzeit konnte das Museum am 2. Juni 2009 eröffnet werden.

## Architektur

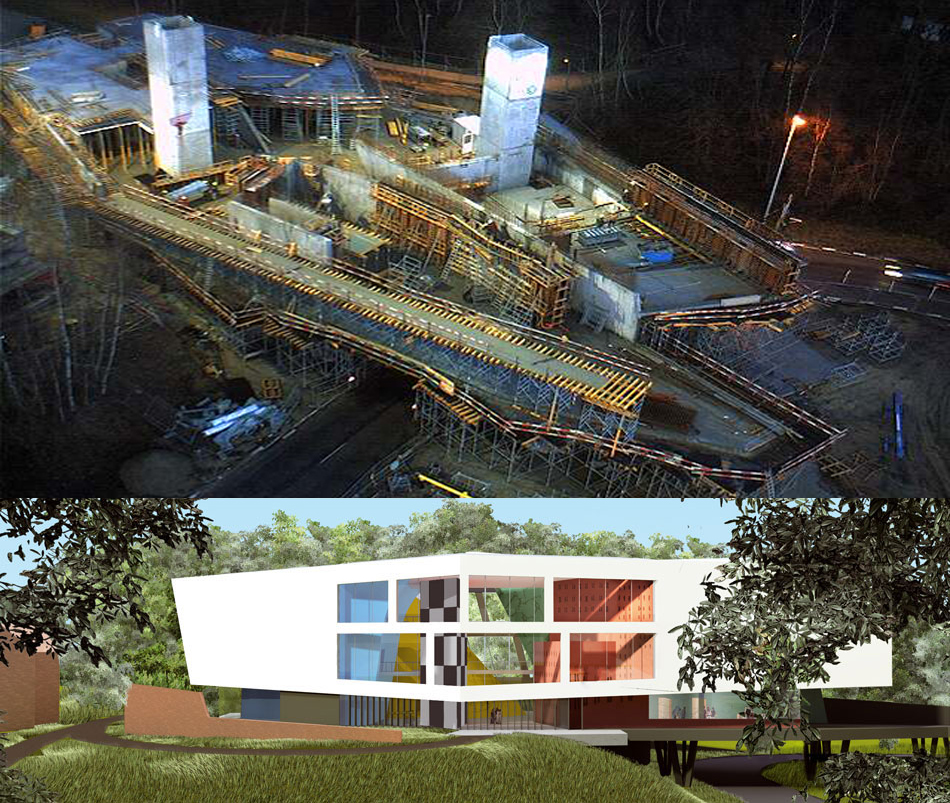
Das Hergé-Museum während des Baus, darunter eine Animation des fertigen Museums

Erbaut wurde das Museum von dem französischen Architekten Christian de Portzamparc. Er entwarf ein verwinkeltes, lichtdurchflutetes Gebäude mit zahlreichen Schrägen, das inmitten der Natur liegt. Ein langer Holzsteg führt zum Eingang des weißen Baus aus Glas und Beton. Das Museum besteht aus vier Einheiten, welche durch Brücken und Glasübergänge miteinander verbunden sind. In diesen befinden sich die acht Ausstellungsräume.

## Ausstellung
Das Design der Ausstellung entwarf der niederländische Künstler Joost Swarte. Die Ausstellung beginnt im dritten Stockwerk, wo sich die ersten vier Ausstellungssäle befinden und setzt sich dann im zweiten Stockwerk fort, wo die übrigen vier Säle liegen. Insgesamt umfasst die Ausstellungsfläche 2000 Quadratmeter.
Unter den Exponaten befinden sich zahlreiche Originalzeichnungen, Titelblätter, Erstdrucke, Quellenmaterial, aber auch persönliche Gegenstände Hergés, sowie private Fotografien. Die Ausstellungsstücke sind nicht chronologisch sortiert, vielmehr sind die Säle nach Themengebieten gestaltet. Kommentare werden nur sparsam eingesetzt, Audioführer gibt es jedoch.

## Le Petit Vingtième
Das Le Petit Vingtième ist das Bistro des Hergé-Museums. Der Name kommt von Le Petit Vingtième, einer Kinderbeilage von Le Vingtième Siècle, worin die ersten Tim und Struppi-Geschichten erscheinen.

## Kritik
Im Rahmen der Berichterstattung über die Eröffnung des Museums wurde teilweise die fehlende kritische Auseinandersetzung mit der Person Hergés moniert. So bemängelt Die Welt: Von seinen Sympathien für Brüssels rassistische Politik in Belgisch-Kongo und Nazi-Deutschland – die der Künstler später offen bereute –, über seine teilweise reaktionäre, erzkatholische Erziehung oder gar seine schweren Depressionen erfährt der Besucher absolut nichts. Auch die Frankfurter Allgemeine Zeitung schreibt: Doch dann fehlt […] ein klärendes Wort zur umstrittenen Rolle des Zeichners in jenen Jahren.
Für einen Eklat sorgte die Tatsache, dass den angereisten Journalisten bei der Präsentation des Museums das Fotografieren streng verboten wurde und sie vor dem Betreten der Ausstellung ihre Fotoapparate abgeben mussten. Diese Maßnahme sei getroffen worden, um eine Vielzahl von Abbildungen der in den Sälen ausgestellten Originale zu verhindern.